# De zaak Francis Blake
De zaak Francis Blake is het dertiende album en het negende op zich staande verhaal uit de Belgische stripreeks Blake en Mortimer. Het verscheen in 1996 en was het eerste album in de reeks dat niet was gemaakt door E.P Jacobs, de negen jaar eerder overleden geestelijk vader van de strip. Het succes van dit album zorgde voor een heropleving van populariteit van Blake en Mortimer.

## Verhaal
Het verhaal begint in Londen, waar de Britse SIS een filmpje afspeelt waarop het lijkt alsof agent Francis Blake hoogverraad pleegt. Blake moet nu voor zijn eigen collega's vluchten. Hij neemt Jennings mee, een door de inlichtingendienst ontmaskerde vijandelijke koerier. 
Blake en Jennings belanden in Schotland, waar ze bij de schuilplaats van Blakes oude vijand Olrik arriveren. Jennings wordt door Olrik doodgeschoten, aangezien hij door de tegenstander is ontmaskerd en daarmee waardeloos en gevaarlijk is geworden. Blake krijgt van Olrik de opdracht om Fielding, een agent van de Britse geheime dienst die door Olrik is gevangen, dood te schieten. Zo kan Blake bewijzen dat hij nu bij Olriks bende hoort. Als Blake dit weigert, is voor Olrik duidelijk dat hij door Blake misleid wordt.
Intussen maakt Mortimer zich ernstig zorgen en hij besluit Blake achterna te reizen. Hij staat vanwege zijn nauwe banden met Blake inmiddels onder bewaking van Scotland Yard, maar weet te ontsnappen. Mortimer komt na wat omzwervingen terecht bij undercoveragente Virginia Campbell, iemand over wie Blake het onlangs met Mortimer over had, naar nu blijkt als aanwijzing. Zij is de vrouw van een in een eerder avontuur (Het Geheim van de Zwaardvis) omgekomen officier uit het Makran Levy Corps die onder commando van Blake stond. Campbell vertelt Mortimer het hele door Blake opgezette plan: door zich voor de buitenwereld voor te doen als een verrader, hoopte Blake gemakkelijker bij de vijand te kunnen infiltreren. Blake speelt hiermee wel een heel gevaarlijk spel, want zijn eigen collega's proberen hem nu uit te schakelen.
Uiteindelijk vinden Blake en Mortimer elkaar terug op het Schotse platteland. Blake heeft inmiddels het complot ontdekt: in een kasteel in de buurt zal binnenkort een wetenschappelijk seminar gehouden worden met de belangrijkste Britse wetenschappers, waarvoor Mortimer ook was uitgenodigd. De kasteelheer, Adrian Deloraine, spant echter heimelijk met Olrik samen om alle geleerden te ontvoeren zodat die alleen nog voor hen kunnen werken. Blake en Mortimer weten met hulp van de politie en Fielding de aanslag net op tijd te verijdelen. De bende wordt hierna opgerold, alleen Olrik slaagt erin om per helikopter te ontkomen.

## Ontstaan van het album
In tegenstelling tot Hergé had E.P Jacobs er geen probleem mee dat de Blake en Mortimer-reeks na zijn overlijden zou worden voortgezet. In zijn testament had de auteur vastgesteld dat toekomstige albums zouden worden uitgebracht onder de naam van Uitgeverij Blake en Mortimer, een organisatie die tevens ook de auteursrechten zou beheren.
Na Jacobs overlijden in 1987 begon deze organisatie eerst met het realiseren van het tweede deel van De 3 Formules van Professor Sato, toen dit album in 1990 door Bob de Moor werd voltooid werden stappen ondernomen om tot een nieuw album te komen. Het eerste probleem was financiering: weinig investeerders waren geïnteresseerd in een stripalbum van nieuwe tekenaars dat mogelijk kon tegenvallen. In 1993 werd Uitgeverij Blake en Mortimer opgekocht door de veel grotere uitgeverij Dargaud, deze organisatie kon vanuit eigen geld meteen een nieuw album betalen. Het tweede probleem waren auteurs: na een lange zoektocht werden geselecteerd Ted Benoit, voor de tekeningen, en Jean van Hamme, voor het script, geselecteerd. Beiden waren voor Blake en Mortimer geen onbekenden: Jean van Hamme, beroemd van Thorgal en XIII, had in jaren 80 nog samen met E.P Jacobs  gewerkt aan een filmscenario voor Het Gele Teken, terwijl Ted Benoit nog als assistent voor Jacobs had gewerkt.
Nadat Van Hamme in 1994 het scenario voltooide werkte Benoit twee jaar aan de tekeningen. Hiervoor hanteerde hij de nauwgezette onderzoeksmethode van Jacobs: hij maakte een rondreis door Groot-Brittannië, waarbij hij foto’s en schetsen van de locaties gebruikte voor de latere tekeningen.

## Inspiratiebronnen
De belangrijkste inspiratiebron is de Hitchcock-film The 39 Steps, deze film was ook een inspiratiebron voor het Kuifje album  De Zwarte Rotsen. Vandaar dat beide albums veel met elkaar gemeen hebben. Het kasteel aan de kust kan ook gezien worden als een referentie naar De Zwarte Rotsen. Het plotelement van een agent die zich als spion voordoet om zo de echte spionnen te ontmaskeren is ontleend uit de film The Mackintosh Man.

## Details
In het album zijn Hyde Park, het hoofdkantoor van Scotland Yard en Station London King's Cross nauwgezet nagetekend. Het stadje Seanberry bestaat niet echt maar is volledig nagetekend van de Castle Combe, al ligt dat dorpje in Wiltshire en niet in Schotland. Het kasteel Ardmuir is fictief maar ook hier zijn werkelijke kastelen als inspiratiebronnen gebruikt:  Glamis Castle en Craigievar Castle. Dit laatste kasteel behoort toevallig toe aan een familie die Mortimer heet. De auto waarin Mortimer wegvlucht is een Triumph TR2

## Verschillen met de stijl van Jacobs
Benoit en Van Hamme hanteren een iets andere stijl dan Jacobs:
- Jacobs stond bekend om zijn kleurgebruik: in belangrijke stripkaders veranderde hij bewust de kleur van een scene in een meer onrealistische kleur om een scene meer dramatiek te  geven. In sommige kaders plaatste hij personages tegen een egale achtergrondkleur om het verhaal duidelijker te maken. In dit album is alles realistisch van kleur.
- Vrouwelijke personages kwamen in de strips van Jacobs nooit voor vanwege strenge Katholieke censuur op jongerentijdschriften.  Dit album bevat voor het eerst een vrouwelijk personage.
- De grote tekstvakken en stripballonnen met veel dialoog ontbreken.

Latere Blake en Mortimer-albums zouden meer trouw zijn aan de stijl van Jacobs.

## Juridische problemen rondom gebruik van de naam Jacobs
Toen het album in 1996 voor het eerst verscheen was de naam E.P Jacobs prominent op de kaft te zien, terwijl de naam van Benoit en van Hamme slechts op het voorblad te zien was. De erven van Jacobs begonnen een proces tegen de uitgeverij omdat ze vonden dat hiermee te veel de illusie werd gewekt dat het album door Jacobs zelf was getekend en daarmee de naam van Jacobs voor financieel gewin werd gebruikt. Het proces werd gewonnen en Dargaud moest een onbekende schadevergoeding betalen. Op alle volgende albums staat nu in kleine letters ‘’gebaseerd op de karakters van E.P Jacobs’’. Op de achterkaft werd in de titellijst voortaan een duidelijk onderscheid gemaakt tussen de verhalen van de hand van Jacobs en de verhalen van andere auteurs.   